# Mesochorus fulvipes
Mesochorus fulvipes är en stekelart som beskrevs av Schwenke 1999. Mesochorus fulvipes ingår i släktet Mesochorus och familjen brokparasitsteklar. Inga underarter finns listade i Catalogue of Life.